# Юбилейный (Тверская область)
Юбилейный — поселок в Лихославльском районе Тверской области.

## География
Находится в центральной части Тверской области у юго-восточной окраины районного центра города Лихославль.

## История
На топокартах советского периода отдельно не отмечался. До 2021 года входил в состав городского поселения город Лихославль до его упразднения.

## Население
Численность населения: 172 человека (русские 80 %, карелы 13 %) в 2002 году, 246 в 2010.